# Cmentarz Żołnierzy Radzieckich w Bielsku-Białej
Cmentarz Żołnierzy Radzieckich w Bielsku-Białej – cmentarz wojskowy w Bielsku-Białej położony przy ulicy Lwowskiej, na którym pochowani są żołnierze Armii Czerwonej polegli w walkach o Bielsko i Białą w 1945 roku.
Cmentarz powstał w 1948 r. na placu św. Mikołaja, naprzeciwko bielskiej katedry. Pochowano na nim 28 oficerów oraz 10634 podoficerów poległych w walkach z niemieckimi oddziałami na Żywiecczyźnie i Górnym Śląsku od stycznia do maja 1945. Nieopodal niego odsłonięto w 1949 r. pomnik Wdzięczności Armii Czerwonej w kształcie obelisku wzniesionego na podwyższeniu (usunięto go na początku lat 90. XX wieku).
W 1968 r. cmentarz przeniesiono poza centrum, na ul. Wyzwolenia (dziś ten fragment nosi nazwę ulicy Lwowskiej). Na "nowym" cmentarzu postawiono około 300 kamiennych nagrobków, 21 zbiorowych mogił oraz Pomnik Bohaterów Armii Sowieckiej w kształcie żołnierza idącego w szyku bojowym w kierunku miasta (proj. Ryszard Sroczyński, wyk. August Dyrda). Ponadto na terenie cmentarza ustawiono dwie armaty dywizyjne ZiS-3 kalibru 76 mm produkcji radzieckiej.
Cmentarz zachowany został w nienaruszonym stanie do dziś. Obecnie nie jest udostępniony do zwiedzania.